# Agnès Firmin Le Bodo
Agnès Firmin Le Bodo (ur. 20 listopada 1968 w Hawrze) – francuska działaczka polityczna i samorządowa, deputowana, w latach 2022–2023 minister delegowany, od 2023 do 2024 minister zdrowia i profilaktyki.

## Życiorys
Z wykształcenia i zawodu farmaceutka, w 1997 uzyskała doktorat w tej dziedzinie. W pierwszej połowie lat 80. zaangażowała się w działalność polityczną w ramach gaullistowskiego Zgromadzenia na rzecz Republiki. Z partią tą dołączyła do Unii na rzecz Ruchu Ludowego, która następnie przekształciła się w Republikanów. W 2001 zasiadła w radzie miejskiej Hawru, a w 2011 w radzie departamentu Sekwana Nadmorska. Od 2006 pełniła funkcję zastępczyni mera Hawru, odpowiadając m.in. za sport, turystykę, bezpieczeństwo i politykę mieszkaniową.
W 2017 po raz pierwszy uzyskała mandat deputowanej do Zgromadzenia Narodowego. Wkrótce dołączyła do większości parlamentarnej wspierającej Emmanuela Macrona. Należała do założycieli partii Agir. Później wstąpiła do powołanego przez Édouarda Philippe’a ugrupowania Horizons; w 2022 została jego rzeczniczką. W tym samym roku z powodzeniem ubiegała się o poselską reelekcję, mandat deputowanej utrzymała także w 2024.
W lipcu 2022 objęła niższe stanowisko rządowe w gabinecie Élisabeth Borne – została ministrem delegowanym do spraw organizacji terytorialnej i zawodów w służbie zdrowia. W grudniu 2023 w tym samym rządzie zastąpiła Auréliena Rousseau na stanowisku ministra zdrowia i profilaktyki (pozostała przy tym odpowiedzialna za sprawy organizacji terytorialnej i zawodów w służbie zdrowia). Z administracji rządowej odeszła w styczniu 2024, gdy powołano rząd Gabriela Attala.